# Middle Rasen
Middle Rasen – wieś i civil parish w Anglii, w Lincolnshire, w dystrykcie West Lindsey. W 2011 civil parish liczyła 2043 mieszkańców. Middle Rasen jest wspomniana w Domesday Book (1086) jako Rasa.